# Skalný
Skalný je zřícenina středověkého hradu asi dva kilometry severovýchodně od obce Rusava v okrese Kroměříž. Pozůstatky hradu se nachází v Hostýnských vrších přibližně 1,8 kilometru jihojihovýchodně od vrcholu Hostýn a 165 metrů jihovýchodně od vrcholu Skalný s nadmořskou výškou 708,8 metrů. Skalnatý hřebínek, na kterém hrad stál, převyšuje oficiální vrchol o více než deset metrů.

## Popis lokality
Hrad se vypínal na hřebeni s několika pískovcovými skalními suky. Právě jeden z nich, pojmenovaný Orel, převyšující okolní terén o 8 metrů, dominoval vlastnímu hradnímu jádru situovanému v severozápadní části opevněného sídla, jehož vlastní plocha pokračující jihovýchodním směrem má délku přibližně 35 metrů a šířku kolem 15 metrů. Přibližně uprostřed lokality svažující se mírně k jihovýchodu vystupuje nad terén další výrazný skalní útvar nazývaný Zub a plochu uzavírá podstatně menší pískovcový suk na samém jejím jihovýchodním konci.

## Historie
O vlastním hradu chybí jakékoliv písemné prameny. Zmiňován byl pouze skalnatý vrch, aniž by se tušila někdejší přítomnost opevněného sídla. První písemná zmínka o vrchu nazvaném „Skalné“ je zaznamenána v rukopisném deníku Daniela Slobody (1809–1888) v letech 1837 a 1839. Další zmínka je v jeho dopise Aloisovi Vojtěchovi Šemberovi z roku 1841. Emanuel Peck zmiňuje místní název „Skalný“ v publikaci Okresní hejtmanství Holešovské.
Hrad Skalný mohl vzniknout někdy na přelomu 14. a 15. století a mohl plnit funkci nového kolonizačního centra malého panství buď před, nebo až po zahájení stavby hradu Obřany.

## Archeologický výzkum
Pozůstatky opevnění a první keramické nálezy byly nalezeny na Skalném Daliborem Kolbingerem a Václavem Trefilem v létě roku 1980. V letech 1981, 1982 a 1985 byl Daliborem Kolbingerem nalezen v druhotné poloze na svazích pod vrcholem další keramický materiál a několik kovových předmětů. Přímo na vrcholu byly nalezeny nepočetné zlomky keramiky, drobné slitky skla a úlomky železných předmětů. Na skalním suku Orel byly zjištěny stopy po nejspíš věžovité stavbě dřevěné konstrukce. Zjišťovací sonda provedená archeologem Jiřím Kohoutkem umožnila na základě souboru archeologických nálezů datovat fungování hradu do doby od druhé poloviny 14. století do první poloviny 15. století. Areál hradu byl obehnán vyhloubeným příkopem a za ním navršeným jednoduchým valem.

## Současnost
Z hradu se zachovaly jen nepatrné zbytky hradby. Pozůstatky valu a příkopu jsou dodnes zřetelné zejména v severozápadní části areálu, kde val dosahuje výšky 1,5 metru a příkop je hlubší než 1 metr.

## Zajímavosti
Hrad Skalný patří mezi nejzajímavější objekty svého druhu na východní Moravě.[zdroj?] Na rozdíl od většiny hradů byl objeven teprve koncem 20. století amatérským badatelem a regionálním historikem Daliborem Kolbingerem.
Hradu Skalný sice chybí některé prvky typické pro skalní hrady, při jeho stavbě však bylo využito přirozeně vzniklého skalního útvaru, je tedy na místě připočíst jej do kategorie skalních hradů a rozmnožit tak jejich řadu na východní Moravě. Dvě nejvýraznější skaliska této lokality zvané Orel a Zub využívají horolezci jako oblíbené cvičné terény.
Uvádí se, že svojí nadmořskou výškou 709 metrů byl hrad Skalný nejvýše položeným hradem na Moravě. Údaj 709 m n. m. se však vztahuje k 165 metrů vzdálenému vrcholu s nivelačním bodem. Nadmořská výška nejvyššího bodu hradu ve skutečnosti mírně převyšuje 720 m n. m.

## Dostupnost
Okolo hradu jižním úbočím prochází zelená turistická značka ke Třem kamenům a modře značená turistická stezka od Hostýna na Rusavu. Okolo vede také trasa NS Hostýnské vrchy. Hřebenová turistická partie je vedena jako zimní lyžařská Hostýnská magistrála – 1 spojující Hostýn a Lázy přes lyžařské středisko na Trojáku.